# Royal Crown Derby

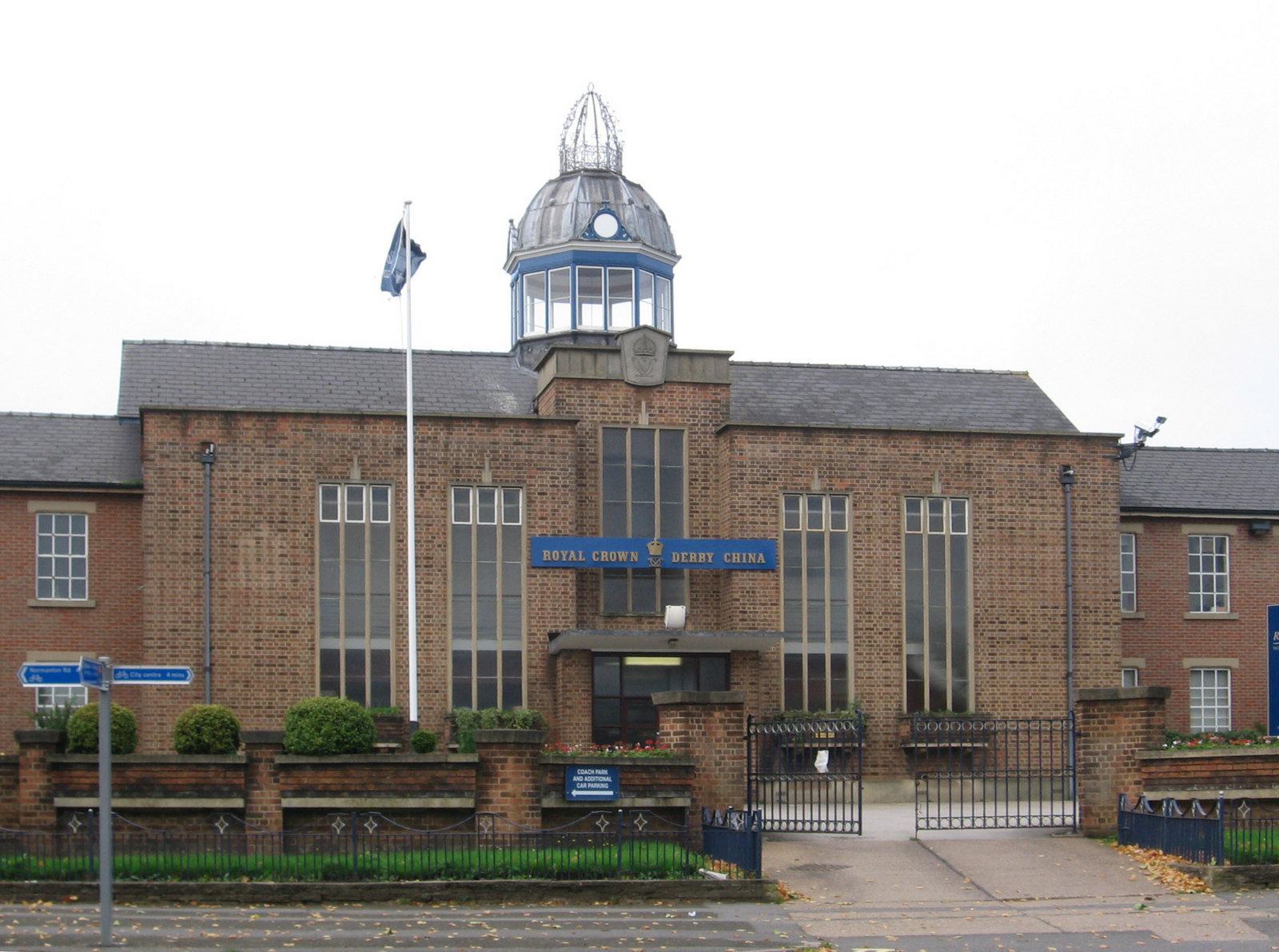
Fábrica de la Royal Crown Derby.

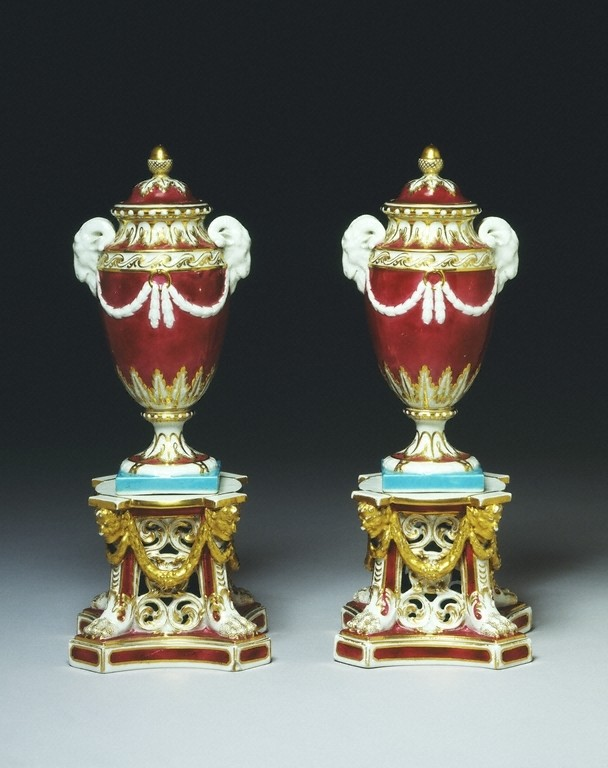
Par de vasos de la fábrica de porcelana de Derby, datados entre 1772 y 1774. Se encuentran en el Museo de Victoria y Alberto.

La Royal Crown Derby es una fábrica de porcelana con sede en Derby, Inglaterra. La compañía, conocida por su porcelana blanca de alta calidad, ha producido artículos de mesa y adornos desde 1750. El principal centro expositor de esta porcelana es el Derby Museum and Art Gallery.

## Historia

### Época Duesbury
En 1745, Andrew Planche, un inmigrante hugonote de origen francés, oriundo de Sajonia, se instaló en Derby, donde produjo jarrones de porcelana y estatuillas entre 1747 y 1755. A principios de 1756, comenzó un negocio en sociedad con el banquero John Heath y William Duesbury (1725-1786), expintor de porcelana de la fábrica de Chelsea y de Longton Hall, el original de este acuerdo se exhibe en el Museo de Victoria y Alberto. La asociación marcó el inicio de la producción de porcelana de Derby, aunque la producción en la fábrica de Cockpit Hill, fuera de los límites de la ciudad, había comenzado antes, como se evidencia por una taza con fecha de «1750 D», que también está en posesión del museo Victoria y Alberto. Planche desapareció de la asociación enseguida, y el negocio fue dirigido por Duesbury y Heath, y más tarde solo por Duesbury.

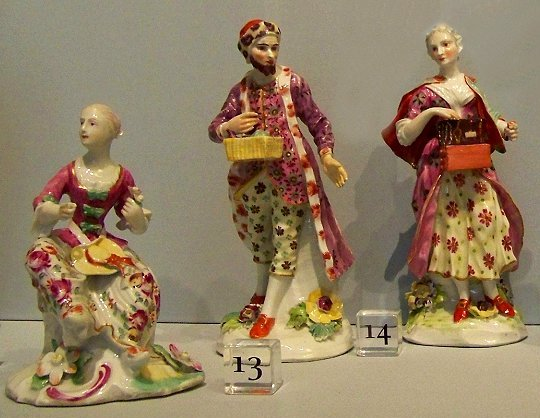
Tres figurillas de 1758, conservadas en el Detroit Institute of Arts.

Duesbury desarrolló un nuevo tipo de porcelana con la llamada «bone china» obtenida por una técnica consistente en añadir a la pasta las cenizas de huesos de animales calcinado. Esto permitió que la fábrica comenzase a producir loza de alta calidad. Gracias a él, la Derby se estableció rápidamente como un centro líder en la fabricación de utensilios de cocina; Duesbury empleaba a los mejores artistas disponibles en el mercado en relación con el modelado y la pintura en porcelana. La pintura fue hecha por Richard Askew, experto particularmente en el diseño de cupidos, y Banford James. Zacarías Boreman y John Brewer pintaban paisajes, naturalezas muertas y escenas pastorales. Un complejo entramado de motivos florales fueron diseñados y pintados por William Billingsley.
En 1770, Duesbury aumentó aún más la reputación de la fábrica de porcelana de Derby al comprar la famosa fábrica de porcelana de Chelsea en Londres. Las producciones de esta última, se mantuvieron en su ubicación original hasta 1784, —los productos de este período se conocen como «porcelanas Chelsea-Derby»—, que fue cuando se demolieron los edificios de Londres y se trasladó la producción de la empresa, incluyendo sus acciones y muchos de sus trabajadores a Derby. Durante esta sociación, se aprecia la influencia que ejerció la porcelana de Sèvres en los objetos realizados. En 1776, adquirió el resto de la antigua fábrica de Bow, también de Londres, y transferió la manufactura para Derby. En 1773, el gran trabajo realizado por Duesbury fue reconocido por el rey Jorge III, quien, después de visitar la fábrica de Derby, le concedió permiso para incorporar la corona real en el sello de la empresa, que se hizo conocida como Crown Derby después de este hecho.
William Duesbury murió en 1786, dejando la compañía a su hijo, William Duesbury II, también un líder talentoso que, además de mantener la reputación en apogeo de la empresa, desarrolló una nueva serie de piezas en vidriados y formatos. Duesbury II murió en 1797 a los 34 años y la empresa pasó a manos de su socio de negocios, un irlandés llamado Michael Kean, quien más tarde se casaría con la viuda de Duesbury.

### Época Michael Kean

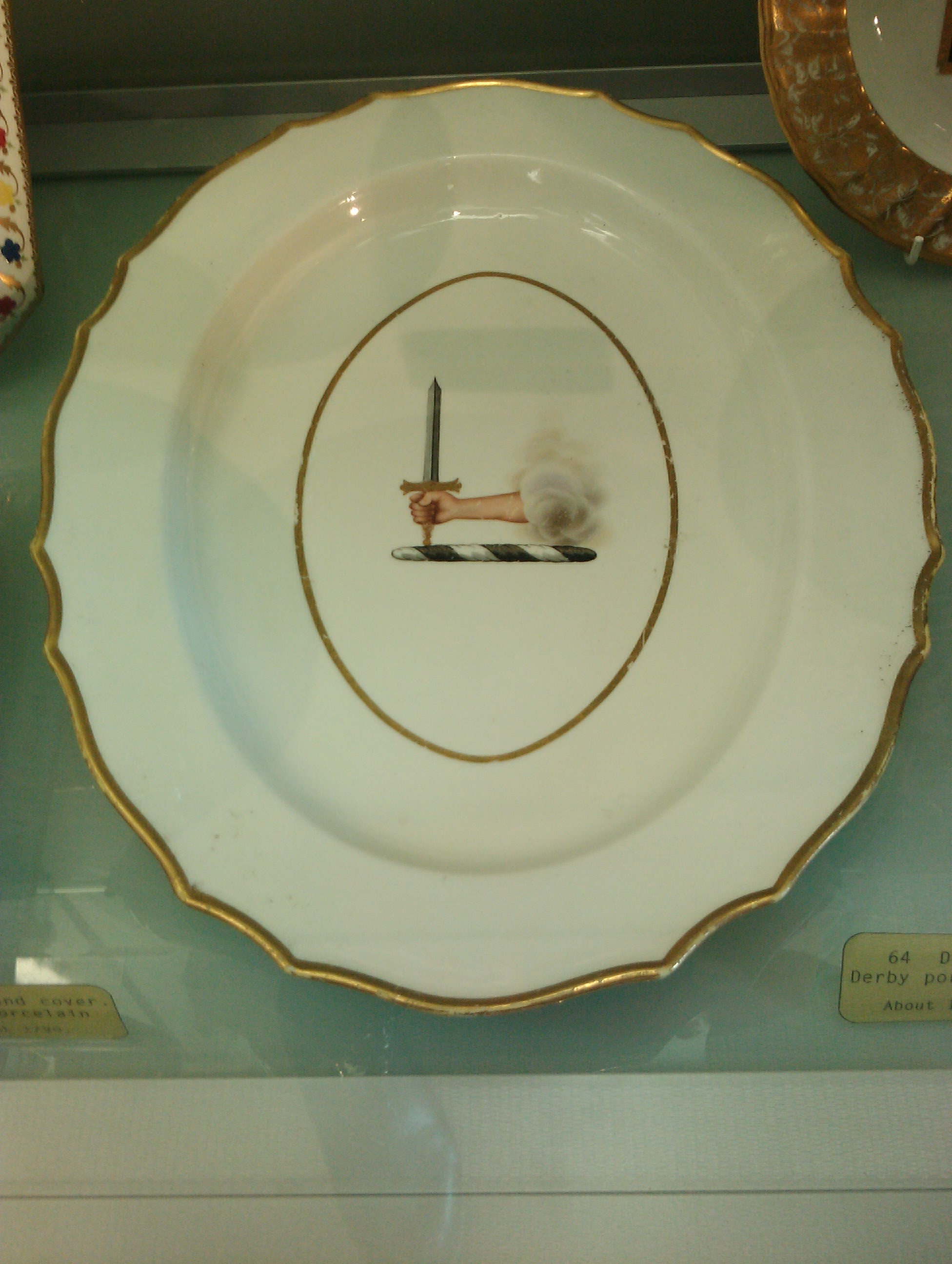
Plato con decoración heráldica, realizado en la Royal Crown Derby.

Kean parece haber mantenido buenas relaciones con los empleados cualificados de la fábrica, y renunció a los artistas más eminentes que trabajan en ella. Otros artistas, sin embargo, produjeron buenas piezas bajo su gestión, como Moses Webster, pintor de flores que reemplazó a Billingsley, Richard Dodson, especialista en aves, George Robertson, especialista en paisajes terrestres y marinos y Cuthbert Lawton, especialista en escenas de caza. El artista más conocido de esta época fue William Pegg, un cuáquero, famoso por sus pinturas de flores llamativas e idiosincrásicas. Él comenzó a trabajar en la Crown Derby en 1797, pero sus creencias religiosas le llevaron a la conclusión de que la pintura era un pecado y renunció en 1800. Regresó en 1813, pero renunció de nuevo en 1820. Aunque muchas piezas fueron de buena calidad, la época de Kean fue turbulenta y la empresa tuvo problemas económicos. William Duesbury III, hijo de William Duesbury II y nacido en 1790, tomó el control de la fábrica cuando llegó a la mayoría de edad. Kean vendió sus acciones  a su suegro —abuelo materno de Duesbury III—, llamado Sheffield, por lo tanto, la empresa continuó sus actividades bajo el nombre de «Duesbury & Sheffield».

### Época Robert Bloor

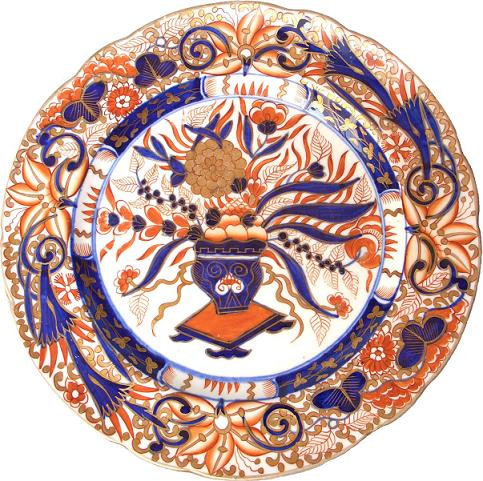
Plato de Crown Derby con modelo de porcelana de Imari, característico de la época Robert Bloor.

La fábrica fue arrendada a Robert Bloor en el año 1815, un vendedor y empleado de la empresa. A partir de entonces, los Duesburys dejaron de participar en los negocios de la misma. Bloor se endeudó fuertemente con el fin de saldar los pagos requeridos, pero resultó ser un gran hombre de negocios, ya que la compañía se recuperó de las pérdidas y consiguió volver a poner el negocio de nuevo en una fase financiera sólida. Tenía un profundo aprecio por el lado estético de la empresa y bajo su administración, la compañía produjo obras de colores vivos y elegantes, porcelanas, incluyendo porcelanas del modelo  japonés Imari, por lo general con intrincados modelos geométricos en capas con diversos diseños florales. Estas piezas han demostrado ser extremadamente populares, y Crown Derby continuó prosperando. En 1845, sin embargo, Bloor falleció, y después de tres años bajo la dirección de Thomas Clarke, la fábrica se cerró en 1848.

### King Street
Un grupo de exempleados de Crown Derby creó una fábrica en la calle King, de Derby, y continuó utilizando los moldes, modelos y marcas de la empresa anterior, pero con otro nombre, lo que mantiene viva la tradición de artesanía artística de la fábrica Derby. Ningún proceso mecanizado era utilizado en la elaboración de las piezas, lo que hace imposible encontrar dos obras iguales. Entre los objetos conservados por los exempleados se encontraba un torno de alfarero original de la época de los Duesburys, el cual aún es propiedad de la actual empresa Royal Crown Derby.

### Osmaston Road
En 1877, una nueva fábrica imponente fue construida por los nuevos propietarios con el nombre de Crown Derby de Osmaston Road, que dio origen al período moderno de la porcelana de Derby. Las piezas de Crown Derby se hicieron muy populares durante la época victoriana tardía, ya que su porcelanas, románticas y lujosas que combinaban perfectamente con el gusto popular del momento.

### Royal Crown Derby

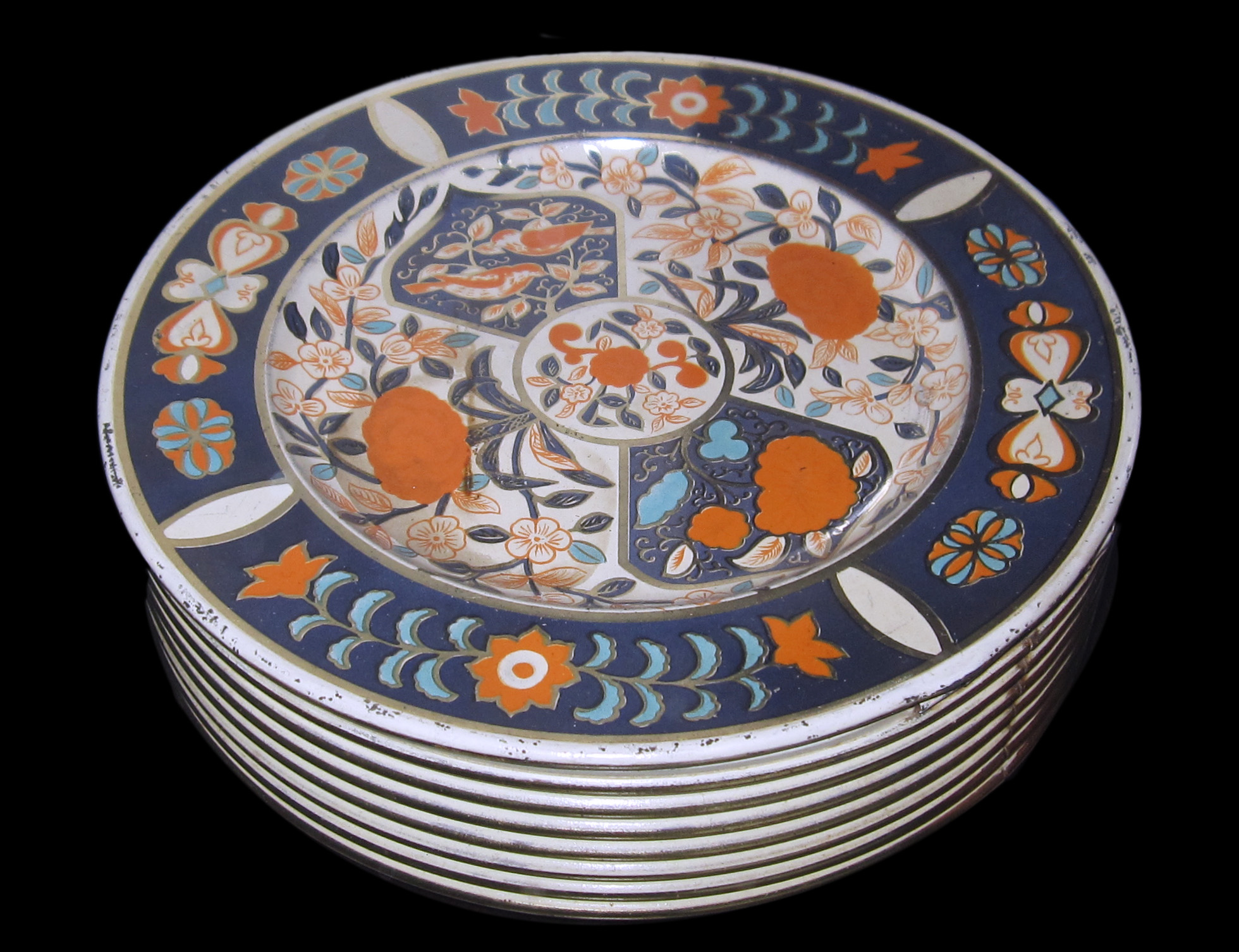
Caja de galletas imitando una pila de platos de la fábrica Royal Crown Derby. Realizada por Hudson Scott & Sons de Huntley & Palmers, 1906 y expuesto en el Museo Victoria y Alberto.

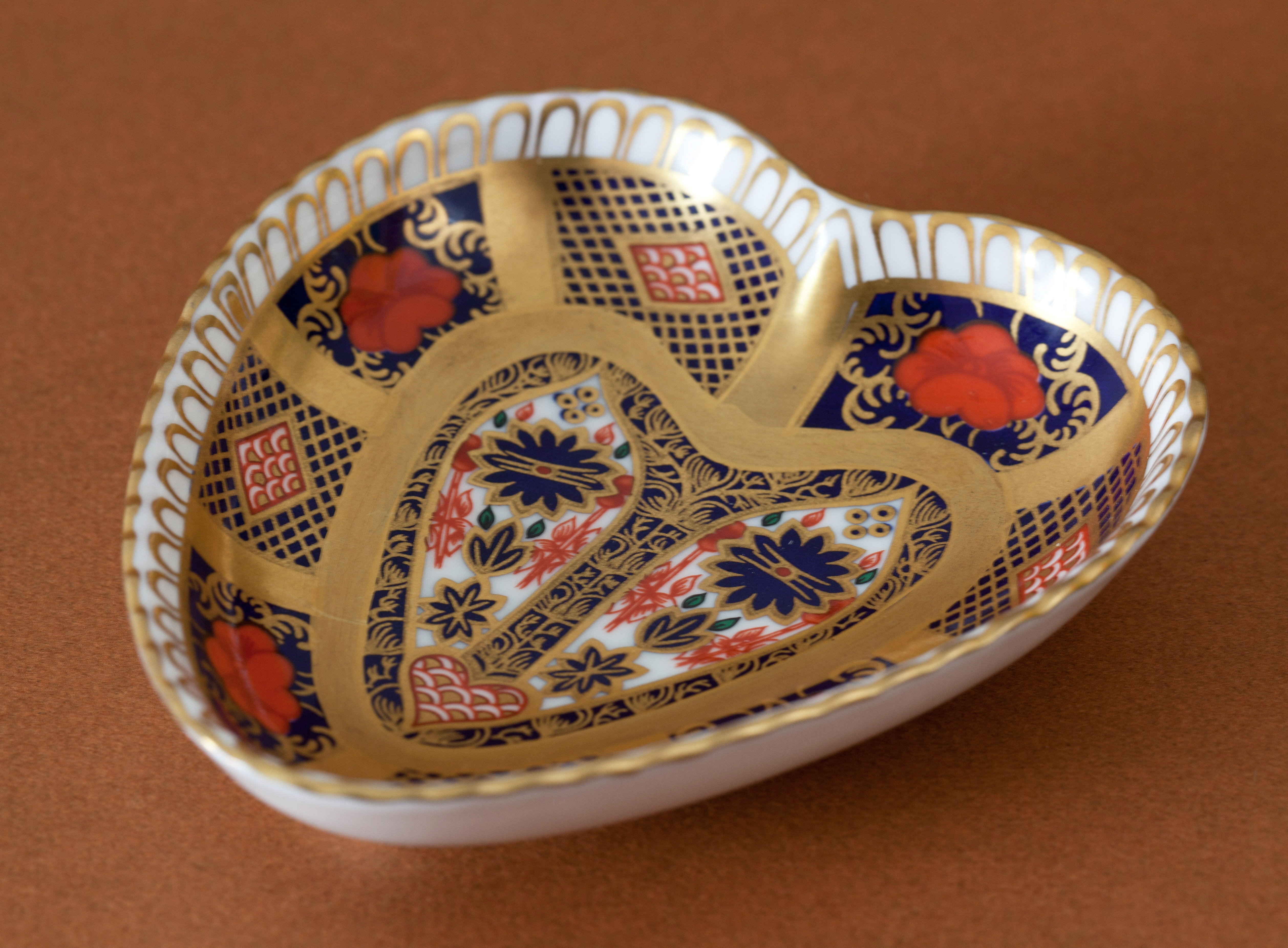
Plato en forma de corazón de la Crown Derby Heart

En 1890, la reina Victoria nombró a Crown Derby como «fabricante oficial de porcelanas de Su Majestad» y, a través de un real decreto, le concedió el título de «The Royal Crown Derby Porcelain Company», que fue renovado en reinados posteriores. En 1935, la Royal Crown Derby adquirió la fábrica de King Street, unificando así las dos vertientes del negocio. En 1964, la compañía fue adquirida por S. Pearson & Son y formó parte del grupo Allied English Potteries, al que se añadió más tarde, la fábrica Royal Doulton.
Hugh Gibson, un exdirector de la Royal Doulton y miembro de la familia Pearson, en el año 2000, lideró una adquisición de acciones que transformó a la Royal Crown Derby de nuevo en una empresa independiente. En 2006, Royal Crown Derby empleó a casi trescientas personas en su planta de Osmaston Road. La actual línea de productos incluye pisapapeles muy populares, introducidos en 1981. La Royal Crown Derby también continúa produciendo piezas de modelos de la porcelana de Imari, que se distinguen por sus colores vivos y decoraciones doradas, incluyendo las líneas de Old Imari, Traditional Imari, Red Aves, Blue Mikado, y Olde Avesbury.